# دان كرولي
دان كرولي (بالإنجليزية: Dan Crowley)‏ هو لاعب كرة القدم الكندية أمريكي، ولد في 14 مارس 1973 في واشنطن العاصمة في الولايات المتحدة.

## وصلات خارجية
- دان كرولي على موقع JustSportsStats.com (الإنجليزية)